# Thomas Huemer
Thomas Huemer (* 29. April 1976 in Linz) ist ein österreichischer Handballtorwart.
Der 1,89 Meter große und 93 Kilogramm schwere Torwart spielt beim Verein Alpla HC Hard, mit dem er 2012 und 2013 die österreichische Meisterschaft gewann. Zuvor stand er beim HC Linz AG unter Vertrag.
Mit Hard spielte er im EHF Challenge Cup (2002, 2003, 2005, 2007, 2008), der EHF Champions League (2004) und dem Europapokal der Pokalsieger (2006, 2009) und dem EHF-Pokal (2010), mit Linz im EHF-Pokal (2000) und dem Europapokal der Pokalsieger (1998).
Für die österreichische Nationalmannschaft stand er bei 121 Länderspielen im Aufgebot.